# Amazonomaquia

Amazonomaquia (em grego antigo, literalmente, "batalha das amazonas") eram os retratos artísticos feitos sobre as batalhas lendárias entre os antigos gregos e as Amazonas. Estas estrangeiras sucumbiam, em diversos mitos, à personagens como Héracles e Teseu, simbolizando o triunfo das civilizações helênicas sobre os bárbaros.
Entre as célebres representações de amazonomaquias, está a feita por Fídias no escudo da Atena Partenos, a estatua monumental que ficava dentro do Partenon. Outra célebre amazonomaquia era de autoria do pintor Mícon, na stoa poikile da ágora de Atenas. Outra, primitivamente no Mausoléu de Halicarnasso, teve doze painéis incorporados às muralhas do Castelo de São Pedro de Halicarnasso (Castelo de Bodrun) no século XVI. Posteriormente, em 1846 Lord Stratford Canning, então embaixador britânico para a Sublime Porta, obteve autorização para remover esses doze baixo-relevos de mármore, que se encontram hoje no acervo do British Museum.

## Galeria

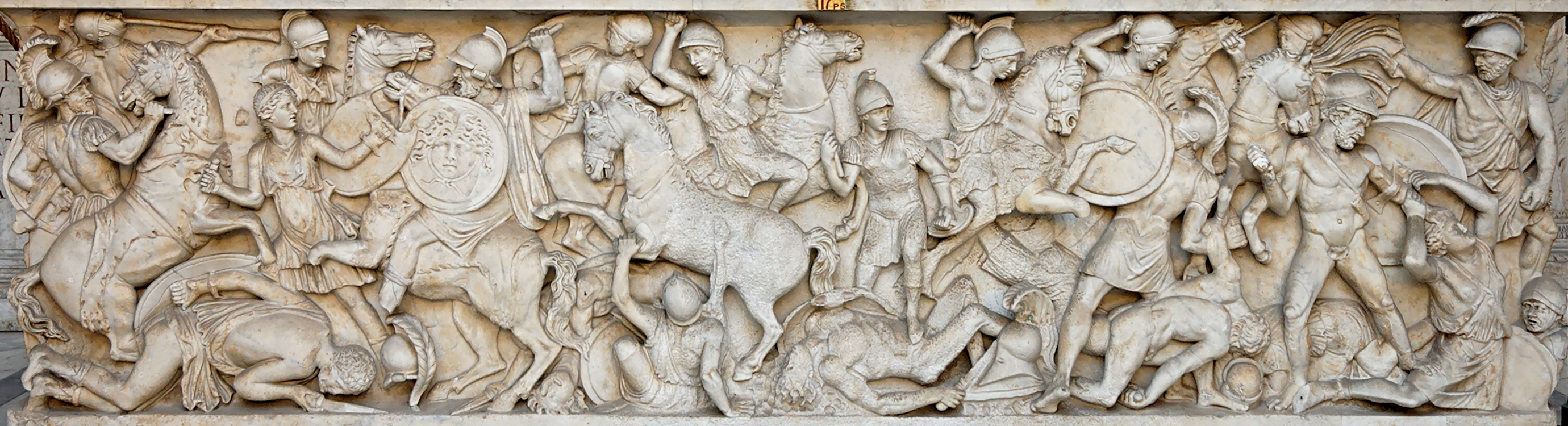
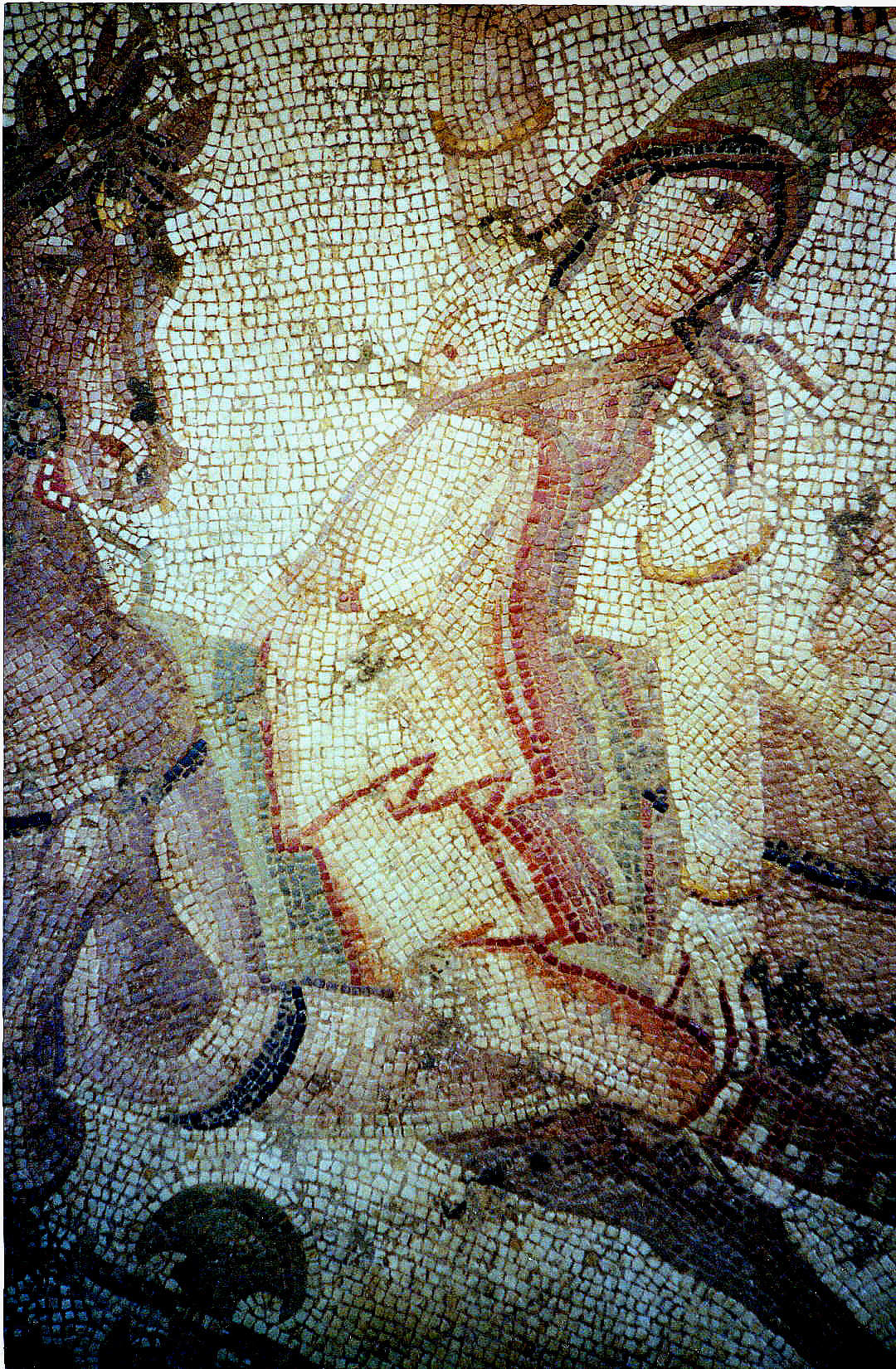